# Задворнова, Елена Петровна
Елена Петровна Задворнова (в девичестве Медведева; род. 14 января 1974, Орск, Оренбургская область) — российская самбистка и дзюдоистка, чемпионка и призёр чемпионатов России, призёр чемпионатов Европы и мира, Заслуженный мастер спорта России по самбо (2003), мастер спорта России по дзюдо.

## Биография
Выпускница Орского гуманитарно-технологического института. Выступала в первой средней (до 68 кг) и второй средней (до 72 кг) весовых категориях. Тренировалась под руководством Валерия Задворнова в детско-юношеской спортивной школе «Юность». Впоследствии вышла замуж за своего тренера. С мая 2003 года работает председателем комитета по физической культуре и туризму городской администрации. В 2003 году стала победительницей областного конкурса «Женщина Оренбуржья — 2003» в номинации «Женщина — открытие года». Работает тренером в ДЮСШ «Юность», где начинала свою спортивную карьеру. Её дочь Ксения также занимается самбо и дзюдо.